# 大塚卓夫
大塚 卓夫（おおつか たくお、1931年2月24日 - 2021年4月15日 ）は、兵庫県出身の元ラグビー選手。元サントリーフーズ社長。

## 来歴

### ラグビー日本代表選手
旧制・北野中学校（現 大阪府立北野高等学校）を経て関西学院大学に進学。同校在籍時代はラグビー部で活動し、1952年のオックスフォード大学来日試合に日本代表選手（ポジションはセンター(CTB)）として出場。キャップ1を獲得した。

### サントリーサンゴリアスの創設者
大学を卒業後、壽屋(後のサントリー）に入社。入社2年目に1954年の北海道国体の大阪府代表選手としてプレーしたが、それを契機にラグビーとは決別した。ところが1970年代のとある年、当時のサントリー常務で、東京大学ラグビー部出身の平木英一が役員会議でサントリーにラグビー部を創設しようという話をもちかけたことがきっかけとなり、後にサントリーでもラグビーに携わることになった。もっとも当初、当時取締役東京支店長だった大塚は、『1万人規模の工場を持っていて、終業のベルが鳴ったら10分、15分でジャージに着替えた選手が敷地内のグラウンドに出てくるようなところしか、強くなれないスポーツです。』と述べ、ラグビー部創設に反対していたが、当時の社長、佐治敬三の、『やってみなはれ』と発した「鶴の一声」により、サントリーラグビー部が創部されることになり、大塚がその責任者を任されることになった。
創部にあたり大塚は、小林忠郎（関東ラグビーフットボール協会名誉会長）、白井善三郎、岡仁詩にアドバイスを仰ぎ、監督に、元日本代表選手の山本巌を招聘。また創部前に、既にサントリー社内にはラグビー同好会が存在していた上に、浜本剛志（慶應出身）、松尾尚城（早稲田出身）という、大学時代に著名な活躍をした選手が社内にいたこともあり、浜本、松尾よりも1年早く入社した慶應出身の稲垣純一を主将に据え、1980年、後の東京サントリーサンゴリアスとなる、サントリーラグビー部が誕生し、大塚は部長兼担当役員兼総監督となった。創部当初は、専修大学から小西義光（日本代表選手）が入部する一方で、当時は慢性的な部員不足だったこともあり、アメリカンフットボール部やバレーボール部の選手を助っ人に借り出したこともあった。しかしその後、本城和彦、吉野俊郎などのスタープレーヤーが相次いで入部したこともあり、サントリーは社会人ラグビー界屈指の強豪チームとなっていった。
一方大塚は、1993年にサントリーフーズの社長に就任した時点で、サントリーラグビー部とは縁が切れた。しかし、サントリーフーズでも同好会を部に格上げする形でラグビー部結成に尽力。現在、同チームはサントリーフーズサンデルフィスとして活動している。